# Gottfried Bär
Gottfried Bär (* 11. April 1952 in Hallein) ist ein ehemaliger österreichischer Tischtennis-Nationalspieler. Er gehörte Ende der 1970er und in den 1980er Jahren zu den besten Spielern Österreichs und nahm 1988 an den Olympischen Spielen teil.

## Werdegang
Gottfried Bär spielte beim Verein TTC Raiffeisen Kuchl. Nach ersten Erfolgen auf lokaler Ebene wurde er 1966 österreichischer Schülermeister. Bei den Erwachsenen gewann er 1979, 1983 und 1986 die österreichische Staatsmeisterschaft im Einzel. Mit den Herren des TTC Raiffeisen Kuchl wurde er 1975, 1976 und 1981 österreichischer Mannschaftsmeister. 1983 gewann er das Bundesranglistenturnier.
Zwischen 1979 und 1989 nahm er fünf Mal an Weltmeisterschaften und vier Mal an Europameisterschaften teil, kam dabei aber nie in die Nähe von Medaillenrängen. 1988 qualifizierte er sich mit Ding Yi für die Teilnahme am Doppelwettbewerb bei den Olympischen Spielen, wo sie in der Vorrunde ausschieden.
Später spielte er noch bei den Vereinen Waldegg Linz, Stockerau, Polizei Wien, ehe er 1997 nach Kuchl zurückkehrte. Er erhielt den Ehrenring der Marktgemeinde Kuchl.

## Privat
Gottfried Bär ist verheiratet.

## Turnierergebnisse
| Verband | Veranstaltung     | Jahr | Ort       | Land | Einzel       | Doppel           | Mixed        | Team |
| ------- | ----------------- | ---- | --------- | ---- | ------------ | ---------------- | ------------ | ---- |
| AUT     | Olympische Spiele | 1988 | Seoul     | KOR  | keine Teiln. | sofort ausgesch. |              |      |
| AUT     | Weltmeisterschaft | 1989 | Dortmund  | FRG  | letzte 128   | letzte 64        | keine Teiln. | 23   |
| AUT     | Weltmeisterschaft | 1987 | New Delhi | IND  | letzte 32    | letzte 32        | letzte 64    | 15   |
| AUT     | Weltmeisterschaft | 1985 | Göteborg  | SWE  | Qual         | letzte 64        | keine Teiln. | 21   |
| AUT     | Weltmeisterschaft | 1983 | Tokio     | JPN  | Qual         | Qual             | Qual         | 27   |
| AUT     | Weltmeisterschaft | 1979 | Pyongyang | PRK  | Qual         | Qual             | Qual         | 22   |